# Cieśnina Sumba
Cieśnina Sumba (indonez. Selat Sumba) – cieśnina w Indonezji; łączy Ocean Indyjski z Morzem Sawu pomiędzy wyspami Sumbawa, Komodo, Rinca i Flores (na północy) i wyspą Sumba (na południu); długość ok. 280 km, szerokość 48 – 88 km.  Bardzo ważny szlak żeglugowy.